# Lespedeza dunnii
Lespedeza dunnii là một loài thực vật có hoa trong họ Đậu. Loài này được Schindl. miêu tả khoa học đầu tiên.